# Karl Heinrich von Hänisch
Karl Heinrich von Hänisch  (* 25. April 1861 in Unruhstadt; † 27. März 1921 in Blankenburg) war ein preußischer General der Infanterie.

## Leben

### Herkunft
Er war der Sohn des späteren preußischen Generals der Kavallerie Carl von Hänisch (1829–1908) und dessen Ehefrau Laura, geborene von Hippel (1834–1918).

### Militärkarriere
Hänisch besuchte die Kadettenanstalten in Oranienstein und Berlin und wurde am 12. April 1879 als Sekondeleutnant dem 4. Garde-Grenadier-Regiment „Königin“ der Preußischen Armee in Koblenz überweisen. Ab Oktober 1884 absolvierte er für drei Jahre die Kriegsakademie, wurde am 14. Juni 1888 Premierleutnant und drei Monate später unter Stellung à la suite des Regiments als Adjutant zur 60. Infanterie-Brigade nach Metz versetzt. Für ein Jahr folgte am 1. April 1890 seine Kommandierung zum Großen Generalstab sowie anschließend zum Generalstab des VIII. Armee-Korps. Dorthin wurde Hänisch mit seiner Beförderung zum Hauptmann am 19. September 1891 versetzt. Als Kompaniechef war er vom 18. August 1894 bis zum 17. Oktober 1896 im 2. Hanseatischen Infanterie-Regiment Nr. 76 in Hamburg tätig. Während dieser Zeit nahm Hänisch an einem einmonatigen Kursus an der Infanterie-Schießschule Spandau teil und erhielt für seine dortigen Leistungen einen Ehrendegen des Kaisers. Anschließend kam er in den Generalstab der 29. Division in Freiburg im Breisgau, wurde am 18. Oktober 1897 zum Major befördert und war ab 1. Oktober 1899 in Straßburg im Generalstab des XV. Armee-Korps tätig. Daran schloss sich am 27. Januar 1902 mit seiner Ernennung zum Kommandeur des II. Bataillons eine Verwendung im 4. Thüringischen Infanterie-Regiment Nr. 72 in Torgau an. Unter Beförderung zum Oberstleutnant wurde Hänisch am 24. April 1904  zum Chef des Generalstabes des I. Armee-Korps in Königsberg ernannt. In dieser Stellung folgte am 27. Januar 1907 die Beförderung zum Oberst und als solcher war er von Ende April bis Anfang Juni 1907 an Bord eines Schiffes der Hochseeflotte der Kaiserlichen Marine kommandiert. Am 25. September 1908 wurde er zum Kommandeur des Garde-Grenadier-Regiments Nr. 5 in Spandau ernannt, bis man Hänisch am 13. Oktober 1910 mit der Führung der 4. Garde-Infanterie-Brigade beauftragte. Mit seiner Beförderung zum Generalmajor am 27. Januar 1911 erfolgte seine Ernennung zum Kommandeur dieser Brigade. Zwei Jahre später beauftragte man Hänisch mit der Wahrnehmung der Geschäfte des Generalinspekteurs des Militär-Verkehrswesens. In dieser Funktion unterstanden ihm die Inspektion des Eisenbahntruppen, der Feldtelegraphie, des Militär-Luft und Kraft-Fahrwesens sowie die Versuchsabteilung des Militär-Verkehrswesens. Am 22. März 1913 wurde Hänisch zum Generalleutnant befördert.
Mit Ausbruch des Ersten Weltkriegs wurde Hänisch zum Chef des Generalstabes der 7. Armee unter Generaloberst Josias von Heeringen ernannt. In dieser Stellung nahm er an der Schlacht bei Mülhausen und den Kämpfen im Elsass teil. Daran schlossen sich weitere Kämpfe an der Westfront an. Seine Leistungen wurden dabei durch die Verleihung beider Klassen des Eisernen Kreuzes sowie des Komturkreuzes mit Stern des Ordens der Württembergischen Krone anerkannt. Am 10. März 1915 wurde Hänisch zum Kommandierenden General des XIV. Armee-Korps ernannt. Das Korps lag zu diesem Zeitpunkt im Raum Arras und hatte in der von Mai bis Juli 1915 andauernden Lorettoschlacht hohe Verluste zu verzeichnen. Obwohl in seinem Bereich einige Abschnitte verloren gingen, gelang es seinen unterstellten Truppen den Durchbruch französischer Kräfte auf den Lorettohöhen abwehren und die Durchbruchsversuche zu vereiteln. 1916 war Hänisch mit seinem Korps der 3. Armee unter General der Kavallerie von Einem unterstellt.
Krankheitsbedingt übergab Hänisch am 12. August 1916 das Kommando an Generalleutnant Martin Chales de Beaulieu. Er wurde daraufhin unter Verleihung des Sterns zum Roten Adlerorden II. Klasse mit Eichenlaub und Schwertern zu den Offizieren von der Armee überführt sowie am 10. September 1916 unter Verleihung des Charakters als General der Infanterie mit Pension zur Disposition gestellt.
Ab 25. November 1916 wurde Hänisch wiederverwendet und fungierte als Kommandierender General des stellvertretenden Generalkommandos des X. Armee-Korps in Hannover. In dieser Stellung erhielt Hänisch am 27. Januar 1918 das Patent zu seinem Dienstgrad.
Als die von dem Kieler Matrosenaufstand ausgehende Revolution ausbrach, traten ihr in Deutschland nur zwei Generäle entgegen. In Lübeck trat den Meuterern Generalleutnant Harry von Wright mit seiner Pistole und in Hannover Hänisch mit seinem gezogenen Degen entgegen und versuchten die militärische Disziplin aufrechtzuerhalten.
Seine Mobilmachungsbestimmung wurde nach dem Waffenstillstand am 17. November 1918 aufgehoben.

### Familie
Hänisch hatte sich am 1. Juli 1885 in Halberstadt mit Elly Schroeder (1862–1931) verheiratet. Sie war die Tochter des Bergwerkdirektors Julius Schroeder. Aus der Ehe gingen zwei Söhne sowie zwei Töchter hervor. Einer seiner Söhne, Hans Erich von Hänisch (1890–1915), erlag seinen als Leutnant des Garde-Dragoner-Regiments Nr. 23 am 29. August 1914 bei Kampfhandlungen bei Brandeville erlittenen Verwundungen im Vereinslazarett Augusta-Hospiz Berlin. Der andere Sohn Joachim Martin Friedrich von Hänisch ist der Vater von Dagmar Reemtsma und damit Urgroßvater von Luisa Neubauer und Carla Reemtsma.